# Bracon yasudai
Bracon yasudai es una especie de insecto del género Bracon de la familia Braconidae del orden Hymenoptera.

## Historia
Fue descrita científicamente por primera vez en el año 2007 por Maeto & Uesato.